# روس بروكس
روس بروكس هو لاعب هوكي الجليد كندي، ولد في 17 أكتوبر 1937 في تورونتو في كندا.

## وصلات خارجية
- روس بروكس على موقع دوري الهوكي الوطني (الإنجليزية)
- روس بروكس على موقع قاعة مشاهير الهوكي (لاعب أن.إتش.أل) (الإنجليزية)
- روس بروكس على موقع EliteProspects.com (الإنجليزية)
- روس بروكس على موقع HockeyDB.com (الإنجليزية)
- روس بروكس على موقع Hockey-Reference.com (الإنجليزية)